# Neoregelia paulistana
Neoregelia paulistana är en gräsväxtart som beskrevs av Edmundo Pereira. Neoregelia paulistana ingår i släktet Neoregelia och familjen Bromeliaceae. Inga underarter finns listade i Catalogue of Life.